# 조금초등학교 송전분교
조금초등학교 송전분교는 충청남도 당진시 대호지면 양지편길 57-15 (송전리)에 있었던 분교이다.

## 연혁
- 1969년 3월 1일 조금국민학교 송전분교장 인가
- 1971년 4월 1일 송전국민학교로 승격
- 1985년 3월 4일 병설유치원 개원
- 1993년 2월 16일 제21회 졸업식(총 932명)
- 1993년 3월 1일 분교장 격하(조금국민학교 송전분교)
- 1996년 3월 1일 조금초등학교 송전분교
- 1999년 9월 1일 본교로 통폐합